# Domenico Perani
Domenico Perani (* 11. Januar 1956 in Cazzago San Martino) ist ein ehemaliger italienischer Radrennfahrer.

## Sportliche Laufbahn
Perani war im Straßenradsport und im Bahnradsport aktiv. Als Amateur gewann er 1981 die Trofeo Angelo Tameni, die Trofeo Amedeo Guizzi, den Giro del Salento mit einem Etappensieg, die Trofeo Industria e Commercio Alta Brianza. 1979 bestritt er die Internationale Friedensfahrt und wurde 73. im Endklassement. Er gewann die 10. Etappe. 1980 war er erneut am Start der Rundfahrt, beendete das Rennen jedoch nicht. 1981 fuhr er mit der Nationalmannschaft die Rheinland-Pfalz-Rundfahrt.
Von 1982 bis 1984 war er Berufsfahrer. 1983 gewann er eine Etappe im Ruota d’Oro. Die Vuelta a España 1984 beendete er nicht. Auf der Bahn wurde er 1983 Vizemeister Italiens im Steherrennen hinter Bruno Vicino.